# Eduardo Rovira
Eduardo Oscar Rovira (* 30. April 1925 in Lanús; † 29. Juli 1980 in La Plata) war ein argentinischer Bandoneonist, Bandleader, Tangokomponist und Arrangeur.

## Leben
Rovira gehörte in den 1940er Jahren als Bandoneonist und teils als Arrangeur den Orchestern von Vicente Fiorentino, Antonio Rodio, Orlando Goñi, Miguel Caló und schließlich von Osmar Maderna an. 1949 leitete er das Begleitorchester des Sängers Alberto Castillo. Nach einer Zeit mit Roberto Caló gründete er ein eigenes Orchester, das 1951–52 bei Radio Splendid auftrat. Danach arbeitete er mit José Basso und 1956 mit Alfredo Gobbi zusammen.
1957 gründete er ein Orchester mit dem Sänger Alfredo del Río. Nach dessen Auflösung setzte er die Arbeit mit den Sängern José Berón (dem Bruder Raúl Beróns) und Jorge Hidalgo fort. 1958 war er außerdem Bandoneonist und Arrangeur im Orchester des Pianisten Osvaldo Manzi. Eine kleine Formation bildete er mit Manzi, dem Bassisten Kicho Díaz und der Sängerin Silvia Del Río. 
Das bedeutendste Orchester Roviras war die Agrupación de Tango Moderno, die er 1960 gründete. Rovira selbst spielte Bandoneon, Manzi Klavier, Reynaldo Nichele leitete die Violinsektion mit Ernesto Citón und Héctor Ojeda, der Bratschist war Mario Lalli, der Cellist Enrique Lannoo und der Kontrabassist Fernando Romano. Zwischen 1965 und 1970 trat er in einer Trioformation mit Nichele und Atilio Stampone in Tangolokal Gotán auf. Schließlich zog er sich nach La Plata zurück. Dort schrieb er Orchestrationen für das Polizeiorchester der Provinz Buenos Aires. Er starb fünfundfünzigjährig auf der Straße vor seinem Haus in La Plata an einem Herzinfarkt. Neben fast 100 kammermusikalischen Werken komponierte Rovira etwa 200 Tangos.

## Kompositionen
- A don Alfredo Gobbi
- A don Pedro Santillán
- A Evaristo Carriego
- Azul y yo
- Bandomanía
- Contrapunteando
- El engobbiao
- El violín de mi ciudad
- Febril
- Majomaju
- Milonga para Mabel y Peluca
- Opus 16
- Pájaro del alma
- Preludio de la guitarra abandonada
- Que lo paren
- Sanateand
- Sónico
- Tango en tres
- Tango para Charrúa
- Tango para Ernesto
- Taplala